# Gunung Bungsu
Gunung Bungsu is een bestuurslaag in het regentschap Kampar van de provincie Riau, Indonesië. Gunung Bungsu telt 1456 inwoners (volkstelling 2010).